# イヴァン・ベラ
イヴァン・ベラ（Ivan Bella、1964年5月25日-）は、スロバキア共和国軍大佐で、スロバキア人初の宇宙飛行士である。

## 略歴
中部スロバキア県（現:バンスカー・ビストリツァ県）ブレズノ郡ドルナー・レホタ村生まれ。1979年にバンスカー・ビストリツァ市のスロバキア国民蜂起軍事高等学校（Vojenské gymnázium SNP v Banskej Bystrici）に入学してパイロット資格と戦闘機パイロット資格を取得し、1983年にコシツェ市のスロバキア国民蜂起軍事航空士官学校（Vysoká vojenská letecká škola SNP v Košiciach）に進学した。1987年にブラチスラヴァ県マラツキ市のチェコスロバキア人民軍（1993年、スロバキア共和国軍に改編）第33空軍基地（現・マラツキ空軍基地）に配属され、MiG-21およびSu-17の上級パイロットとして1998年まで勤務した。

### 宇宙飛行士
1998年2月6日、スロバキアとロシアの共同ミッションである医療実験プログラム「シュテファーニク」に従事する宇宙飛行士候補者として、ベラらスロバキア空軍パイロット4人が選抜された。ロシア側の医師による診断に基づきスロバキア側は同年3月2日、3人を宇宙飛行士候補者として正式に決定し、モスクワ州星の街のガガーリン宇宙飛行士訓練センターに派遣した。同年8月3日、スロバキア政府はベラを正乗組員に任命し、ロシア側の承認を経て8月27日からヴィクトル・アファナシェフ船長（ロシア）、ジャン＝ピエール・エニュレフライトエンジニア（フランス）とともに訓練を行った。
翌1999年2月20日、スロバキア初の宇宙飛行士としてソユーズTM-29に搭乗してミールを訪れ、スロバキアは国民を宇宙に送った29番目の国となった。ベラは人体への重力ストレスに応じた神経内分泌やその他の物理的な特徴の変化についての内分泌共同実験（スロバキア科学アカデミーブラチスラヴァ内分泌研究所、ロシア・生医学問題研究所、ロシア科学アカデミー科学・電気部会の共催）の被験者となったほか、ウズラの孵化実験を行い、2月28日にソユーズTM-28で地球に帰還した。

### ミッション後
宇宙飛行終了後、大佐に昇進し、ルドルフ・シュステル大統領から国防や文化・経済の振興発展などに大きく寄与した国民に与えられるリュドヴィート・シュトゥール勲章を受章。ロシア政府からもロシア勇猛勲章を受章した。2004年から2007年夏まで在モスクワ・スロバキア大使館の駐在武官として勤務。現在は共和国軍の軍備管理および軍縮問題に関する国際協力の職務に従事しているほか、国の宇宙探査・利用委員会委員を務めている。
また1999年10月12日にチェコ共和国科学アカデミー天文研究所が発見した小惑星に2001年、「イヴァンベラ」（22901 Ivanbella）の名が与えられた。

## 宇宙飛行歴
- ソユーズTM-29/ソユーズTM-28 - （1999年2月20日-2月28日）　7日21時間56分